# Dacus arcuatus
Dacus arcuatus är en tvåvingeart som beskrevs av Munro 1939. Dacus arcuatus ingår i släktet Dacus och familjen borrflugor. Inga underarter finns listade i Catalogue of Life.